# گل‌تپه (سقز)
گل‌تپه جهانگیرخان یا گلتپه سقز روستایی از توابع بخش زیویه در شهرستان سقز است که در استان کردستان ایران قرار دارد.

## جمعیت
این روستا در دهستان گل‌تپه واقع شده و براساس سر شماری سال ۱۳۹۵، جمعیت آن بیشتر از ۱۵۰۰ نفر (بیشتر از ۴۰۰ خانوار) بوده است.

## وقایع تاریخی
- در زمان محمدعلی شاه قاجار برای جلب رضایت کردها وزرای خود را از آنان انتصاب کرده بود مثلاً طبق احکامی جهانگیرخان قلندر را از طایفه فیض اله بیگی به امین خلوت و سرتیپی سپاه و علی خان امیر تومان را به وزارت دارائی منصوب کرده بود.[۳]
- به نظر برخی کارشناسان قلعه گلتپه به زمان مادها و سکاها برمی گردد و عوامل قلعه اجرا کننده احکام مقامات مافوق بودند واین قلعه ۳ طبقه ودر زمان قاجاریان بازسازی شده است ولی در زمان حال نیاز به بازسازی کامل دارد.[۴]